# Frances Houghton
Frances Houghton (ur. 19 września 1980 w Oksfordzie) – brytyjska wioślarka.

## Osiągnięcia
- Mistrzostwa Świata Juniorów – Glasgow 1996 – czwórka podwójna – 4. miejsce[1].
- Mistrzostwa Świata Juniorów – Hazewinkel 1997 – dwójka bez sternika – 4. miejsce[1].
- Mistrzostwa Świata Juniorów – Linz 1998 – dwójka podwójna – 3. miejsce[1].
- Igrzyska Olimpijskie – Sydney 2000 – dwójka podwójna – 9. miejsce[1].
- Mistrzostwa Świata – Lucerna 2001 – dwójka podwójna – 7. miejsce[1].
- Mistrzostwa Świata – Lucerna 2001 – ósemka – 6. miejsce[1].
- Mistrzostwa Świata – Sewilla 2002 – dwójka podwójna – 4. miejsce[1].
- Mistrzostwa Świata – Mediolan 2003 – czwórka podwójna – 4. miejsce[1].
- Igrzyska Olimpijskie – Ateny 2004 – czwórka podwójna – 2. miejsce[1].
- Mistrzostwa Świata – Gifu 2005 – czwórka podwójna – 1. miejsce[1].
- Mistrzostwa Świata – Eton 2006 – czwórka podwójna – 1. miejsce[1].
- Mistrzostwa Świata – Monachium 2007 – czwórka podwójna – 1. miejsce[1].
- Igrzyska Olimpijskie – Pekin 2008 – czwórka podwójna – 2. miejsce[1].